# 波特兰都会区
波特兰都会区（英語：Portland metropolitan area），或称大波特兰（Greater Portland）地区是以波特兰为中心，由一系列俄勒冈州、华盛顿州小城市组成的城市群。主要包括俄勒冈州的波特兰、希尔斯伯勒，以及华盛顿州的温哥华。

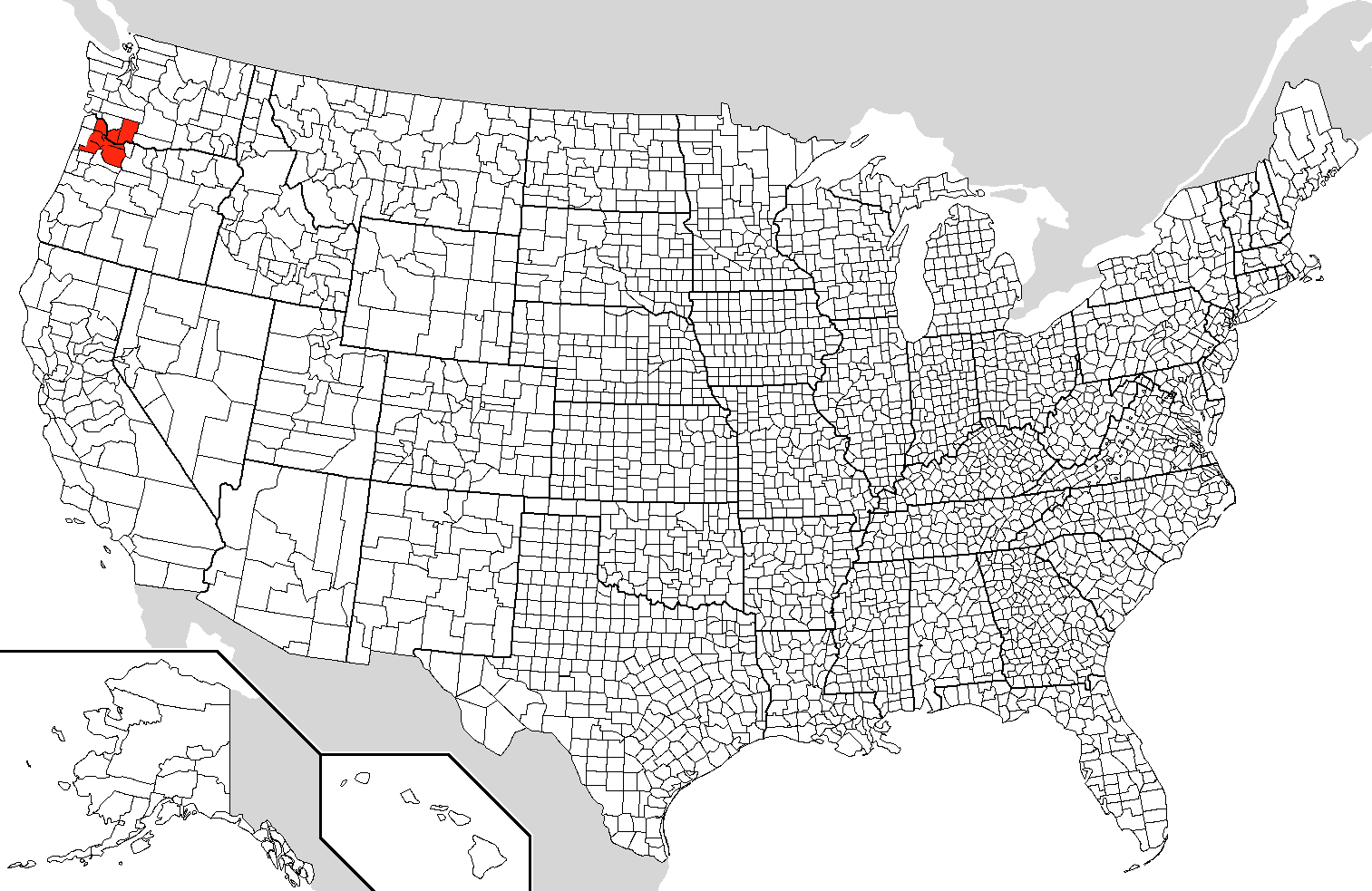

## 組成城市
- 波特蘭、希爾斯伯勒、溫哥華、比弗頓、格雷舍姆、坎比、哈皮瓦利、萊克奧斯維戈、紐貝格、聖海倫斯、泰格德、威斯特林、特勞特代爾